# 29980 Дуґсаймонс
29980 Дуґсаймонс  (29980 Dougsimons) — астероїд головного поясу, відкритий 30 вересня 1999 року.
Тіссеранів параметр щодо Юпітера — 3,593.